# Hans-Günter Bruns
Hans-Günter Bruns (Mülheim an der Ruhr, 15 november 1954) is een (West-)Duits voormalig voetballer en voetbalcoach die speelde als verdediger.

## Carrière
Bruns schreef zich pas op 11-jarige leeftijd in bij een voetbalclub in zijn woonplaats, nadat hij vele jaren op straat had gevoetbald. Op 17-jarige leeftijd veranderde hij naar FC Schalke 04.
Van 1973 tot 1990 was hij actief in de Duitse voetbal voor FC Schalke 04, SG Wattenscheid 09, Fortuna Düsseldorf en Borussia Mönchengladbach. In zijn eerste jaren als professional speelde hij op het middenveld, later vooral in de liberopositie. In 1979 zat hij in de ploeg van Borussia Mönchengladbach, die de UEFA Cup won, en op weg naar de eindwedstrijden tegen Rode Ster Belgrado, waaraan hij niet deelnam, scoorde hij tegen respectievelijk SL Benfica en Manchester City FC. In 1980 won hij de DFB Cup met Fortuna Düsseldorf en in 1984 verloor hij van FC Bayern München op strafschoppen in de finale van dezelfde competitie met Borussia Mönchengladbach.
Hij speelde vier keer voor de Duitse nationale ploeg in 1984 en zat in de ploeg voor het Europees Kampioenschap van 1984 in Frankrijk.
Bruns is verantwoordelijk voor een van de bekendste bijna-doelpunten in de geschiedenis van de Bundesliga. In het seizoen 1983/84 zette hij het hele veld in München in de wedstrijd tegen de Beiernaren aan met een solo-run langs de tegenstander. Zijn doelschot stuiterde tegen de linker binnenpaal, de bal rolde op de doellijn naar de rechterpaal en van daaruit stuiterde hij terug het veld in, waar de Münchense verdediging vervolgens kon uitwijken.
Na zijn pensionering van het profvoetbal werkte Bruns aanvankelijk als verzekeringsagent. Daarnaast coachte hij Adler Osterfeld in de Oberliga Nordrhein, later VfB Speldorf in zijn woonplaats Mülheim en SSVg Velbert. In 2006 werd hij coach van Rot-Weiß Oberhausen en leidde hij de club in 2007 terug naar de regionale competitie als kampioen van de Oberliga Nordrhein en in het vervolgseizoen 2008 naar de 2e Bundesliga. In het seizoen 2008/09 is hij overgestapt naar de functie van sportdirecteur in Rot-Weiß Oberhausen en heeft hij zo taken uitgewisseld met Jürgen Luginger. Nadat Luginger op 1 februari 2010 zijn positie beschikbaar had gesteld vanwege een lopende negatieve serie, stapte Bruns in als interim-coach. Op 22 april 2010 werd echter aangekondigd dat hij beide posten in het seizoen 2010/11 permanent zal behouden. Op 22 februari 2011, na een 3-1 gelijkspel met VfL Osnabrück en vanwege meningsverschillen binnen de club, werd besloten tot een scheiding. Hans-Günter Bruns werd een dag later vervangen door  Theo Schneider.
Op 22 september 2011 werd Bruns geïntroduceerd als de nieuwe coach van de regionale competitieclub Wuppertaler SV Borussia. Daar volgde hij Karsten Hutwelker op, van wie de club drie dagen eerder afscheid had genomen. In november 2012 werd Bruns ontslagen uit zijn functie in Wuppertal. Na een pauze van zes maanden nam hij in april 2013 weer de coachingpositie bij SSVg Velbert over, maar moest die in november 2013 weer opgeven vanwege de sportieve achteruitgang van de club.
In april 2014 kondigde de DJK Arminia Klosterhardt uit Oberhausen aan dat Bruns is aangesteld als hoofdtrainer voor het nieuwe seizoen 2014/15. Daar volgde hij Michael Lorenz op. Na twee succesvolle jaren in de Landesliga werd Bruns in april 2017 uit de club ontslagen en nam Michael Lorenz het weer over. In november 2017 nam Bruns de coachingstaken van de districtsclub Blau-Weiß Oberhausen-Lirich over. In oktober 2019 splitste de club zich op. In 2020 werd hij coach van SC 1920 Oberhausen datzelfde jaar werd hij er nog ontslagen en ging aan de slag als directeur spelers beleid bij Sportfreunde Hamborn 07.

## Erelijst
- Fortuna Düsseldorf
  - DFB-Pokal: 1980
- Borussia Mönchengladbach
  - UEFA Cup: 1979

1 Schumacher ·
2 Briegel ·
3 Strack ·
4 K. Förster ·
5 B. Förster ·
6 Rolff ·
7 Brehme ·
8 Allofs ·
9 Völler ·
10 Meier ·
11 Rummenigge  ·
12 Burdenski ·
13 Matthäus ·
14 Falkenmayer ·
15 Stielike ·
16 Bruns ·
17 Littbarski ·
18 Buchwald ·
19 Bommer ·
20 Roleder ·
Coach: Derwall